# Хибер (Јута)
Хибер (енгл. Heber) град је у америчкој савезној држави Јута.

## Демографија
По попису из 2010. године број становника је 11.362, што је 4.071 (55,8%) становника више него 2000. године.
| Група             | 2000.         | 2010.         |
| Белци             | 6.680 (91,6%) | 8.984 (79,1%) |
| Афроамериканци    | 4 (0,1%)      | 47 (0,4%)     |
| Азијати           | 21 (0,3%)     | 121 (1,1%)    |
| Хиспаноамериканци | 516 (7,1%)    | 2.092 (18,4%) |
| Укупно            | 7.291         | 11.362        |